# Sporetus bellus
Sporetus bellus es una especie de escarabajo longicornio del género Sporetus, tribu Acanthocinini, subfamilia Lamiinae. Fue descrita científicamente por Monné en 1976.
La especie se mantiene activa durante los meses de marzo y noviembre.

## Descripción
Mide 5,8-8,4 milímetros de longitud.

## Distribución
Se distribuye por Brasil, Ecuador y Perú.